# 南極繞極流
南極繞極流（英語：Antarctic Circumpolar Current，ACC），或稱為西風漂流、南極環流，為一個環繞南極洲由西向東的洋流。南極繞極流為南冰洋的主要循環系統特徵。這令溫暖的海水隔離南極洲，令其大陸維持其巨大冰原。
南極繞極流被水手們廣泛認知多年。傑克·倫敦的 "Make Westing" 深刻地刻劃出快帆船（clipper ship）上水手們在紐約至加利福尼亞的航線上繞過合恩角的困難。

## 結構

### 貫通全球的流向
南極繞極流接駁了大西洋、太平洋、印度洋盆地，並同時作為三者交流的主要渠道。此環流會受到地形及水底測繪（bathymetric）特徵的強烈限制。由南美洲開始，南極繞極流流經南美洲與南極洲間的德雷克海峽，接著在斯科舍島弧分割，微弱的溫暖分支向北形成福克蘭洋流，較強的分支則穿過島弧再向東流。經過印度洋時，環流在印度洋的克革倫高原（Kerguelen Plateau）被分割，大部分流量轉移向北。到達紐西蘭南部時，環流依照坎貝爾高原（Campbell Plateau）的輪廓流動，首次向南大幅轉向然後再次轉回向北。環流轉向亦可以在其經過東南太平洋中洋脊（mid-ocean ridge）時出現。

### 四鋒及其巨大流量
南極繞極流包括多個鋒（front）。南極繞極流的北方邊界定義在亞熱帶鋒（Subtropical Front）。這標記了溫暖、鹽度高（鹽度通常大於千分之34.9）的亞熱帶水與較冷、鹽度較低的副極地水邊界。向南有亞南極鋒（Subantarctic Front），攜帶了南極繞極流的大部分流量，其定義為水面下出現鹽度最低或是最初出現厚厚不成鹽層的亞南極模態水（Subantarctic Mode Water）的緯度。再南有極鋒（Polar Front），標記了極冷、相對淡，表面為南極表層水。更南有南面分界鋒（Southern Boundary front），其定義點為密集的深海帶（abyssal zone）上升流到達水面下幾百米。大部分的流量由位於中部的兩個鋒攜帶。南極繞極流在德雷克海峽的總流量估計為135百萬立方米/秒（即斯維爾德魯普, Sv），亦即約為全球河流流量總和的135倍。在印度洋有較少的水量加入南極繞極流，在塔斯曼尼亞南部的水量為147Sv，南極繞極流在此處為全球最大水量的地點。

## 動力學

### 水流力量的平衡的疑問
普遍認為南極繞極流的巨大流量是因為南冰洋西風帶強烈的風引致，而此風更吹在整個開放的緯度上。如果緯度上有陸地，風吹在密度低的表層水上很容易便會疊起來被大陸所阻礙。但南冰洋密度低的表層水的動量不能以以上方式取得平衡。

### 溫鹽環流理論
各種理論在不同層面提出了關於由風引起的南極繞極流動量平衡問題。風所推動的東向動量不斷增加，因為科里奧利力而令水分子漂離地球的自轉軸（即向北行）。此向北流量被在主要山脊系統引起的向南、壓力推動的水流平衡了。部分理論把以上水流直接連繫在一起，意味著南冰洋水流引起顯著的密集深海上升水流，把密度高的深層水轉化成密度低的表層水，以及由原本向南的水流轉化成向北。以上理論把全球性溫鹽環流計算在南極繞極流的強度中，特別影響了北大西洋的性質。

### 彎流理論
另一方面，有如發生在海洋的大氣風暴的海洋渦流，或視為南極繞極流的大規模彎流（meanders）可能直接把流量動量帶至水柱下。這是因為水流可以在槽造成一個純南向力，而在脊造成一個純北向力，兩者不需要任何密度的轉移。實際上溫鹽環流及彎流均可能作為一個重要角色。

### 南極繞極流的周期性波動

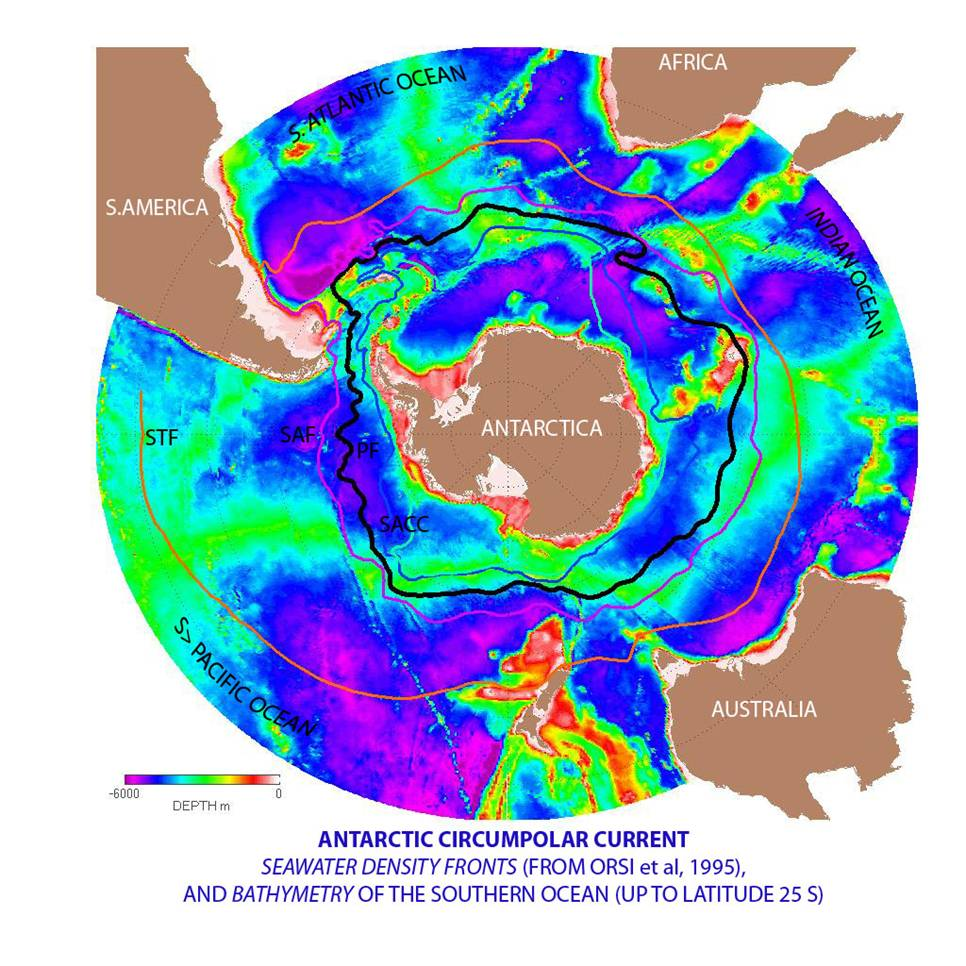
南極繞極流為全球洋流系統的最強勁的洋流，為連接大西洋、印度洋及太平洋凡盆地。

近期研究指出南極繞極流依時間而改變。以上發現的證據為南極繞極波（Antarctic Circumpolar Wave），南極繞極波為一個影響大部分南半球氣候的周期性振動。另一證據為南極濤動（Antarctic oscillation），包含了南極風力及位置的轉變。南極濤動的趨勢被假設為因為南極繞極流在近二十年的水量增加。

## 形成
岡瓦那大陸在2300萬年前的中新世以德雷克海峽為界分裂成為南極洲及南美洲，南極繞極流於是形成。由於南極洲與溫暖洋流受到阻隔，南極洲變得越來越冷，冰川開始在原本是森林的大陸上形成。

## 外部連結
- https://web.archive.org/web/20080124162356/http://www.literaturecollection.com/a/london/149/
- https://archive.today/20120713080518/http://oceanworld.tamu.edu/resources/ocng_textbook/chapter13/chapter13_04.htm
- https://web.archive.org/web/20100812110938/http://earth.usc.edu/~stott/Catalina/Oceans.html Good graphics later in article.